# Øyestad
Øyestad is een voormalige gemeente in de toenmalige provincie Aust-Agder in Noorwegen. In 1992 ging Øyestad op in de uitgebreide gemeente Arendal.  De gemeente ontstond in 1837 als Formannskapsdistrikt, de bestuursvorm die in 1853 werd omgevormd tot gemeente. Uit de oorspronkelijke gemeente werden in de loop der jaren meerdere delen verzelfstandigd. Uiteindelijk werd Øyestad in 1992 samen met Hisøy, Moland en Tromøy bij Arendal gevoegd. 
De gemeente lag ten zuiden van Arendal. Het grootste dorp in de voormalige gemeente was Rykene waar ook de parochiekerk staat. De stenen kerk dateert uit het begin van de 13e eeuw. Het gemeentehuis van Øyestad stond in Bjorbekk waar in 1884 ook een nieuwe kerk werd gebouwd. Ook in Nedenes staat een kerk.